# Jorge Daponte
Jorge Daponte (ur. 5 czerwca 1923 w Buenos Aires, zm. 1 marca 1963 tamże) – argentyński kierowca wyścigowy.
Rozpoczął karierę sportową na początku lat 50. XX wieku, startując głównie w samochodach Maserati.
W 1954 roku uczestniczył w dwóch wyścigach Grand Prix Mistrzostw Świata Formuły 1. Podczas Grand Prix Argentyny wycofał się wskutek awarii układu paliwowego, natomiast w Grand Prix Włoch zajął jedenaste, ostatnie, miejsce.
Ponadto w 1954 roku wziął udział w dwóch wyścigach niezaliczanych do punktacji MŚ (zajął czwarte miejsce we włoskiej Pescarze, oraz piąte we francuskim Rouen).
Zmarł nagle w wieku 39 lat.